# Депресија (поремећај)
Депресија је стање лошег расположења и аверзије према активностима. Медицински класификована као ментални поремећај и поремећај понашања, искуство депресије утиче на нечије мисли, понашање, мотивацију, осећања и осећај благостања. Каже се да је основни симптом депресије анхедонија, која се односи на губитак интересовања или губитак осећаја задовољства у одређеним активностима које обично доносе радост људима. Иако су фактори који доводе до депресивног понашања многобројни, оно што им је заједничко јесте то да код човека увек на неки начин изазивају осећај беспомоћности.
Депресивно расположење је симптом неких поремећаја расположења као што је тежа депресивна епизода или дистимија; то је нормална привремена реакција на животне догађаје, као што је губитак вољене особе; а такође је и симптом неких физичких болести и нуспојава неких лекова и медицинских третмана. Може да садржи тугу, потешкоће у размишљању и концентрацији и значајно повећање или смањење апетита и времена проведеног у спавању. Људи који пате од депресије могу имати осећај потиштености, безнађа и мисли о самоубиству. Може бити краткорочна или дугорочна.

## Фактори

### Животни догађаји
Невоље у детињству, као што су жалост, занемаривање, ментално злостављање, физичко злостављање, сексуално злостављање или неједнак родитељски третман браће и сестара могу допринети депресији у одраслом добу. Физичко или сексуално злостављање у детињству посебно је у значајној корелацији са вероватноћом да ће доживети депресију током живота.
Животни догађаји и промене које могу утицати на депресивна расположења укључују (али се не ограничавају на): порођај, менопаузу, финансијске потешкоће, незапосленост, стрес (као што је посао, образовање, породица, животни услови итд.), медицинску дијагнозу (рак, ХИВ, итд.), малтретирање, губитак вољене особе, природне катастрофе, социјална изолација, силовање, проблеми у вези, љубомора, раздвајање или катастрофалне повреде. Адолесценти могу бити посебно склони да доживе депресивно расположење након друштвеног одбацивања, притиска вршњака или малтретирања.
Глобално, више од 264 милиона људи свих узраста пати од депресије. Глобална пандемија Ковид-19 негативно је утицала на ментално здравље многих појединаца, узрокујући пораст нивоа депресије, достижући разорне висине. Студија коју је спровео Универзитет у Сарију у јесен 2019. у мају/јуну 2020. бавила се утицајем на ментално здравље младих. Студија је показала значајан пораст симптома депресије и смањење укупног благостања током изолације (мај/јун 2020) у поређењу са претходном јесењем (2019). Утврђено је да су се нивои клиничке депресије код анкетираних у студији више него удвостручили, попевши се са 14,9 процената у јесен 2019. на 34,7 процената у мају/јуну 2020. године. Ова студија даље наглашава корелацију коју одређени животни догађаји имају са развојем депресије.

### Личност
Промене у личности или у друштвеном окружењу могу утицати на нивое депресије. Високи резултати неуротицизма у домену личности чине развој симптома депресије, као и свих врста дијагноза депресије, вероватнијим, а депресија је повезана и са ниском екстраверзијом. Други индикатори личности могу бити: привремене, али брзе промене расположења, краткорочно безнађе, губитак интересовања за активности које су некада биле део нечијег живота, поремећај сна, повлачење из претходног друштвеног живота, промене апетита и потешкоће са концентрацијом.

### Алкохолизам
Алкохол може бити депресант који успорава неке делове мозга, попут префронталног и темпоралног кортекса, негативно утиче на рационалност и памћење. Такође снижава ниво серотонина у мозгу, што потенцијално може довести до већих шанси за депресивно расположење.
Веза између количине конзумираног алкохола, нивоа депресивног расположења и како утиче на ризике од последица алкохолизма, проучавана је у истраживању спроведеном на студентима. Студија је користила 4 латентна, различита профила различитог уноса алкохола и нивоа депресије. У истраживању су узети у обзир и други индикатори који се састоје од друштвених фактора и понашања појединца. Резултати су показали да је ниво депресије као емоције негативно утицао на количину ризичног понашања и последице конзумирања алкохола, док је у инверзној вези са заштитним стратегијама понашања, а то су радње понашања које сам предузима ради заштите од релативне штете од узимања алкохола. Повишен ниво депресивног расположења стога доводи до већих последица пијења.

### Малтретирање
Друштвено злостављање, као што је малтретирање, дефинише се као радња издвајања и наношења штете рањивим појединцима. Да би се ухватила свакодневна опсервација односа између штетних ефеката друштвеног злостављања, менталног здравља жртве и депресивног расположења, спроведена је студија о томе да ли ће појединци имати виши ниво депресивног расположења када су изложени свакодневним радњама негативног понашања. Резултат је показао да свакодневно излагање насилним понашањима као што је малтретирање има позитиван однос са депресивним расположењем истог дана.
Студија је такође отишла даље од упоређивања нивоа депресивног расположења између жртава и не-жртава свакодневног насиља. Иако се предвиђало да жртве имају виши ниво депресивног расположења, резултати су иначе показали да је изложеност негативним радњама довела до сличних нивоа депресивног расположења, без обзира на статус жртве. Резултати су стога закључили да се посматрачи и не-жртве осећају подједнако депресивно као и жртва када су изложени делима као што је друштвено злостављање.

### Медицински третмани
Депресија такође може бити резултат здравствене заштите, као што је депресија изазвана лековима. Терапије повезане са депресијом укључују терапију интерфероном, бета-блокаторе, изотретиноин, контрацептиве, антиконвулзанте, лекове против мигрене, антипсихотике, хормонске агенсе као што је агонист гонадотропин-ослобађајућег хормона, магнетну стимулацију мозга и електричну терапију.

### Индуковање супстанцама
Неколико дрога које се злоупотребљавају могу изазвати или погоршати депресију, било у интоксикацији, устезању или хроничној употреби. То укључује алкохол, седативе (укључујући бензодиазепине на рецепт), опиоиде (укључујући лекове против болова на рецепт и недозвољене лекове као што је хероин), стимулансе (као што су кокаин и амфетамини), халуциногене и инхаланте.

## Епидемиологија
Депресија је водећи узрок инвалидитета широм света, објавила је здравствена агенција Уједињених нација (УН), процењујући да она погађа више од 300 милиона људи широм света – већином жене, младе и старије особе. Процењује се да 4,4 процента светске популације пати од депресије, према извештају који је објавила Светска здравствена организација УН (СЗО), који показује пораст од 18 процената у броју људи који су живели са депресијом између 2005. и 2015. године.
Депресија је главни узрок менталног здравља оптерећења болести. Његове последице даље доводе до значајног оптерећења јавног здравља, укључујући већи ризик од деменције, прерану смртност услед физичких поремећаја и утицај депресије мајке на раст и развој детета. Отприлике 76% до 85% депресивних особа у земљама са ниским и средњим приходима не добијају терапију; препреке за лечење укључују: нетачну процену, недостатак обучених здравствених радника, друштвену стигму и недостатак ресурса.

### Депресија у Србији
Према проценама Светске здравствене организације (СЗО) из 2017. године, у Србији од депресије пати 419.302 људи, односно око 5 одсто укупне популације. Стручњаци процењују да ће утицај актуелне пандемије на ментално здравље људи бити велики и да број психичких поремећаја изазваних стресом широм света бележи раст. Иако су суициду склонији старији, симптоми депресије се, према подацима Института за јавно здравље "Милан Јовановић Батут", померају ка свему млађем узрасту.

## Креативно размишљање
Дивергентно мишљење се дефинише као мисаони процес који генерише креативност у идејама истражујући многа могућа решења. Депресивно расположење значајно ће смањити могућност дивергентног размишљања, јер смањује течност, разноврсност и степен оригиналности могућих генерисаних идеја.
Неки депресивни поремећаји расположења могу имати позитиван ефекат на креативност. Након што је идентификовала неколико студија и анализирала податке који укључују појединце са високим нивоом креативности, Криста Тејлор је могла да закључи да постоји јасна позитивна веза између креативности и депресивног расположења. Могући разлог је тај што лоше расположење може довести до нових начина сагледавања и учења од света, али није у стању да објасни одређене депресивне поремећаје. Директна веза између креативности и депресије остаје нејасна, али истраживање спроведено о овој корелацији је расветлило да појединци који се боре са депресивним поремећајем можда имају чак и виши ниво креативности од контролне групе, и да би то била блиска тема за праћење, у зависности од будућих трендова како ће се креативност доживљавати и захтевати.

## Историја
Грчко-римски свет је користио традицију четири хумора да покуша да систематизује тугу као „меланхолију”. Овај концепт је остао важан део европске и исламске медицине све док није пао из научне наклоности у 19. веку. Емил Крепелин је дао запажен научни приказ депресије (немачки: das manisch-depressive Irresein) у својој енциклопедији психологије „Психијатрија“ из 1896. године.
Од касних 1950-их, било је неких критика на рачун проширења обухвата дијагнозе, у вези са развојем и промоцијом антидепресива и биолошког модела. Студија је показала да Авганистанци имају највећу стопу депресије у свету.